# Тулвинская возвышенность
Тулвинская возвышенность (Чернушинско-Юговские увалы) — возвышенность Уральских гор в восточной части Восточно-Европейской (Русской) равнины в Пермском крае, Россия. Расположена между реками Кама, Сылва, Ирень и Вишера.
На юге возвышенности находится исток Тулвы — одной из наиболее крупных рек Пермского края. В восточной части находятся высочайшие вершины возвышенности — Белая гора (450 м) и Осиновая Голова (430 м). В юго-восточной части встречаются карстовые формы рельефа.
От других подобных орографических образований в крае Тулвинская возвышенность отличается высокой степенью расчленённости рельефа.